# Sonnets and a Dream (tomik Williama Reeda Huntingtona)
Sonnets and a Dream – tomik amerykańskiego duchownego anglikańskiego, teologa i poety Williama Reeda Huntingtona, opublikowany w 1903 Nowym Jorku nakładem oficyny Thomasa Whittakera. Tomik zawiera cykl sonetów, który dzieli się na Sonnets of Earth and Sky, Sonnets of Country, Sonnets of Doubt and Faith i Sonnets of Friendship, poemat Christmas Island. A Dream i Additional Verse. Wśród tych ostatnich znalazł się wiersz The Burial of Lincoln.